# День мертвецов (фильм, 1985)
«День мертвецов» (англ. Day of the Dead) — фильм о живых мертвецах Джорджа Ромеро, который является продолжением фильмов «Ночь живых мертвецов» (1968) и «Рассвет мертвецов» (1978).
Действие разворачивается спустя некоторое время после начала зомби-апокалипсиса, охватившего Землю. Герои фильма — небольшая группа учёных и военных, скрывающихся от мертвецов в подземном бункере.

## Сюжет
Эпидемия охватила весь мир. Отдельные группы военных и учёных располагаются на укрепленных базах и бункерах, где проводят исследования и пытаются найти решение проблемы оживших мертвецов. В одном из таких бункеров и разворачивается действие фильма.
Антрополог Сара, солдат Мигель, связист Билл и пилот Джон занимаются поисками выживших, облетая на вертолете окрестности базы и посылая радиосигналы. Однако все их поиски безуспешны, и они возвращаются ни с чем, накаляя и без того натянутые отношения с военными под предводительством деспотичного командира капитана Родса.
Тем временем ведущий учёный доктор Логан по прозвищу «Франкенштейн» выдвигает гипотезу о том, что зомби имеют зачатки разума, способны помнить свои прижизненные занятия и, что важнее всего, могут быть обучены с помощью системы поощрений. Он демонстрирует свои достижения обитателям базы на примере своего подопытного — «ручного» зомби Боба: мертвец пытается использовать бритву, листает книгу, произносит «алло» в телефонную трубку. Увидев капитана в форме, Боб отдает ему честь, а затем демонстрирует навыки в обращении с незаряженным оружием. Солдаты и исследователи впечатлены, однако капитана Родса это приводит в ярость.
Во время очередного отлова зомби для исследований мертвецы убивают двоих солдат, а Мигеля кусают за руку. Пытаясь предотвратить заражение всего организма, Сара ампутирует Мигелю руку, однако другие военные все равно намерены его убить. На защиту Мигеля становятся также Джон и Билл, и раненого солдата удается спасти.
Этот инцидент становится последней каплей в натянутых отношениях между учеными и военными. Капитан Родс решает прекратить все исследования. Для этого он направляется к доктору Логану и становится невольным свидетелем «поощрения» подопытных: ненормальный учёный кормил мертвецов плотью погибших солдат. Взбешенный Родс убивает доктора, после чего решает покинуть проклятую базу. Он пытается вынудить Джона, единственного пилота, увезти его с оставшимися солдатами на маломестном вертолете, но Джон отказывается бросать остальных. Тогда Родс убивает одного из ученых, а Билла и Сару бросает в катакомбы, кишащие мертвецами. Те, обороняясь от зомби подручными средствами, уходят вглубь катакомб.
В это время Мигель, оставленный один, приходит в себя. Перенесенные события сводят его с ума. Жертвуя собой, он запускает в бункер толпы живых мертвецов, которые разбредаются по базе.
Джону удается обезвредить Родса. Прихватив оружие, он присоединяется к Саре и Биллу в катакомбах. Вместе они ищут выход на поверхность.
Заточенный в одной из комнат полуразумный зомби Боб освобождается от оков. В соседнем помещении он находит доктора Логана. Поначалу он испытывает радость, но затем понимает, что доктор мёртв, и приходит в ярость. Ему на глаза попадается брошенный пистолет; Боб решает отомстить.
Базу уже полностью заполонили зомби, убивающие оставшихся в живых солдат. В одном из коридоров Боб сталкивается с капитаном Родсом, ранит его из пистолета и в конце концов загоняет в объятия толпы голодных мертвецов.
Саре, Джону и Биллу удается сбежать на вертолете на уединенный необитаемый остров, свободный от зомби и других людей.

## В ролях
| Актёр                | Роль                    |
| -------------------- | ----------------------- |
| Джозеф Пилато        | капитан Генри Родс      |
| Ричард Либерти       | доктор Мэттью Логан     |
| Лори Кардилл         | доктор Сара Боуман      |
| Энтони ДиЛео младший | рядовой Мигель Салазар  |
| Джон Эмплас          | доктор Тэд Фишер        |
| Ярлат Конрой         | связист Билл МакДермотт |
| Шерман Ховард        | зомби Боб               |
| Грегори Никотеро     | рядовой Джонсон         |
| Терри Александер     | пилот Джон              |
| Ральф Марерро        | рядовой Риклз           |
| Гэри Ховард Клар     | рядовой Стил            |
| Тасо Ставракис       | рядовой Торрез          |
| Филлип Г. Келламс    | рядовой Миллер          |

## Производство
Первоначально фильм планировался под высокий бюджет, и как его определял сам Ромеро — «„Унесённые ветром“ от мира зомби-кино». Было запланировано множество жестоких кровавых сцен, которые режиссёр отказывался сокращать по требованию кинокомпании. Тогда продюсеры сильно урезали бюджет, вследствие чего Ромеро пришлось переписывать сценарий, адаптируя под обеднённые возможности.
Специальные эффекты для фильма создал Том Савини, за что был удостоен второй премии «Сатурн» в своей карьере.

## Восприятие
Фильм получил в целом положительные отзывы критиков. И имеет 86% «свежести» на сайте Rotten Tomatoes. Однако это является самой низкой оценкой в трилогии Ромеро. Некоторые критики недостатками фильма назвали медленное развитие сюжета и пессимистический настрой картины.

## Ремейки
В октябре 2021 года вышел одноимённый телесериал, основанный на фильме Ромеро.